# The Grand Wazoo
Pour les articles homonymes, voir Wazoo (homonymie).
Albums de Frank Zappa
Waka/Jawaka
(1972) Over-Nite Sensation
(1973)
The Grand Wazoo est un album de jazz fusion de Frank Zappa sorti en 1972, pendant sa période de convalescence.

## Historique
Le 10 décembre 1971, Frank Zappa est projeté dans la fosse d’orchestre par un spectateur, Trevor Howell, lors d’un concert donné au Rainbow Theatre de Londres. Celui-ci aurait jugé la qualité de la prestation trop médiocre et n'aurait pas du tout aimé la façon insistante dont le compositeur-guitariste aurait regardé sa petite amie. Frank Zappa souffre de plusieurs fractures sérieuses, d’un traumatisme crânien, de blessures au dos et au cou, ainsi que d’un écrasement du larynx. Pendant deux mois, il est contraint de rester en chaise roulante, dans l'incapacité de remonter sur scène. Son groupe les Mothers of Invention se délite, les deux chanteurs Howard Kaylan et Mark Volman lui faussant compagnie. Zappa se détourne alors de la formule « groupe de rock » et met à profit sa convalescence forcée pour composer beaucoup, des partitions plus exigeantes et complexes, ne nécessitant pas de chanteur. Ce qui va l'amener en 1972 à rassembler autour de lui de nombreux jazzmen. The Grand Wazoo est le fruit de ces circonstances.
Dans cet album à dominante instrumentale Frank Zappa ne pastiche pas les styles musicaux, comme il aime à le faire habituellement. Il poursuit, de manière peut-être plus concentrée, la direction prise dans l'album Waka/Jawaka (enregistré à la même période). Les morceaux alternent sections écrites et longs solos. Cet album est cependant marqué par une approche plus orchestrale des arrangements (ce à quoi Zappa s'était déjà essayé avec succès sur Hot Rats et Uncle Meat en 1969, à la différence qu'ici il y a peu d'overdubs, l'effectif musical étant plus étoffé à la base). Cela se traduit par une forte présence des cuivres.
Frank Zappa propose une relecture enlevée de la musique de big band dans « The Grand Wazoo », une improvisation expérimentale sur une métrique de 12/8 dans « For Calvin », une mélodie délirante, un arrangement et une interprétation drolatiques dont il a le secret dans « Cletus Awreetus-Awrightus », un funk-rock martial et touffu dans « Eat That Question » (seul morceau où la guitare est franchement rock), et enfin une délicate ballade jazz dans « Blessed Relief » où les musiciens jouent du jazz simplement, c'est-à-dire de façon non ironique et non free (ce qui est rare chez Zappa).

## Accueil et postérité
L'album a reçu à sa sortie un accueil plutôt mitigé du grand public[réf. souhaitée]. Aujourd'hui, The Grand Wazoo est considéré par les amateurs de Frank Zappa comme l'un de ses meilleurs albums[réf. souhaitée].

## Liste des titres
Tous les titres sont composés par Frank Zappa.
1. The Grand Wazoo — 13 min 21 s
2. For Calvin (And His Next Two Hitch-Hikers) — 6 min 06 s
3. Cletus Awreetus-Awrightus — 2 min 57 s
4. Eat That Question — 6 min 43 s
5. Blessed Relief — 8 min 03 s

## Musiciens
- Frank Zappa : guitare, percussions, voix
- Mike Altschul : bois
- Billy Byers : trombone
- Chunky (Lauren Wood) : voix
- Lee Clement : percussions
- George Duke : synthétiseur, voix
- Earl Dumler : bois
- Aynsley Dunbar : batterie
- Tony Duran : guitare
- Erroneous (Alex Dmochowski) : basse
- Alan Estes : percussions
- Fred Jackson, Jr. : bois
- Sal Marquez : basse, trompette, cuivres, voix
- Joanne Caldwell McNabb : voix, cuivres, bois
- Malcolm McNabb : cuivres
- Janet Neville-Ferguson : voix
- Joel Peskin : saxophone, bois
- Don Preston : synthétiseur "Mini Moog"
- Johnny Rotella : bois
- Ken Shroyer : cuivres
- Ernie Tack : cuivres
- Ernie Watts : saxophone, bois
- Robert Zimmitti : percussions

## Production
- Direction musicale et arrangements : Frank Zappa
- Production : Frank Zappa
- Ingénierie : Kerry McNabb
- Conception pochette : Cal Shenkel